# Odwiert

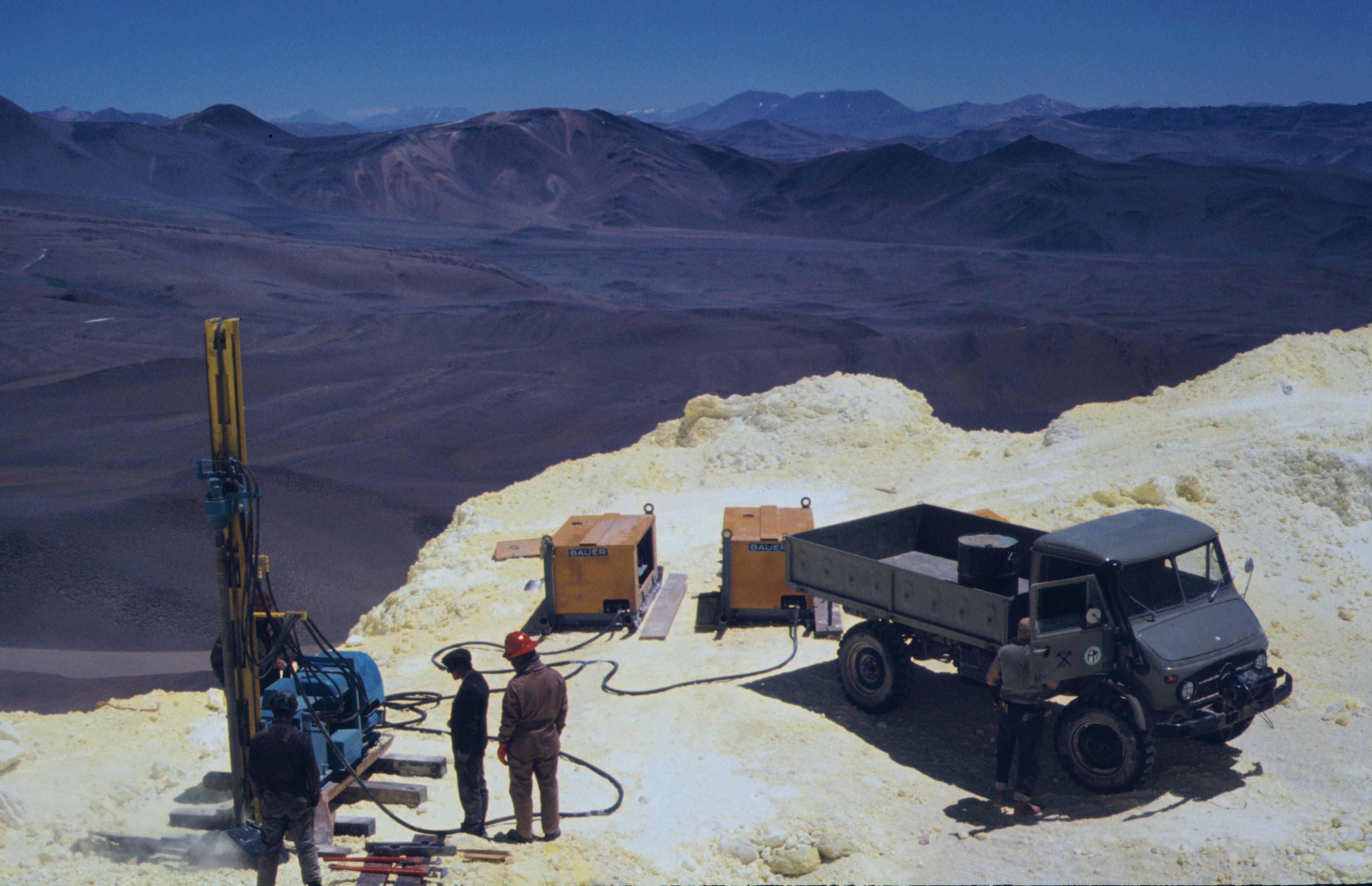
Odwiert badawczy na terenie kopalni siarki La Casualidad, Argentyna

Odwiert – otwór wiertniczy, wykonany w górotworze dla celów badawczych, poszukiwawczych, dokumentacyjnych lub eksploatacyjnych, w którym zakończono prace wiertnicze oraz uzbrojono w głowicę pozwalającą na eksploatację kopaliny.
Rozróżnia się odwierty pionowe, kierunkowe i poziome. Odwierty kierunkowe mogą być od początku, celowo wiercone pod kątem do powierzchni ziemi, albo mogą się samoczynnie odchylać od pionu w wyniku oddziaływania przewiercanych skał.